# Teatro Estúdio Fontenova
O Teatro Estúdio Fontenova é uma companhia de teatro localizada em Setúbal, Portugal.
O Teatro Estúdio Fontenova nasceu oficialmente a 15 de Setembro de 1985.
Esta companhia é responsável pelo "Festival Internacional de Teatro de Setúbal – Festa do Teatro", em parceria com a Câmara Municipal de Setúbal e a Escola Secundária Sebastião da Gama.
A 15 de Setembro de 2004 recebeu a "Medalha de Honra da Cidade" de Setúbal, por mérito cultural na área das "Actividades Culturais".